# Manu del Moral
Manuel del Moral Fernández (Jaén, 25 de fevereiro de 1984) é um futebolista espanhol que atua como atacante. Atualmente, joga pelo Eibar .